# Стефан Балицки
Стефан Балицки „Раптус” (рођен 17. маја 1899. у Чукви, умро 29. марта 1943. у Познању) - пољски писац романа и новела, педагог.

## Биографија
Рођен је у великој породици сеоских наставника Виктора и Софије. Прво је студирао теологију на факултету у Лавову. По завршетку Првог свјетског рата, он је напустио студије и придружио се пољској војсци. Године 1920. демобилисан је. Премештен из Лавова у Познањ. Ишао је на Универзитет Адам Мицкевич у Познању у периоду 1921-1925. Студирао је пољску филологију. Био је ожењен Маријом Улацин и имао је Андрезеја.

### Педагогија и креативност
По завршетку студија радио је као наставник, учествовао је у књижевном животу у Познању. Његови радови штампани су као кратке приче, сатире и приче на страницама новина и часописа: Pamiętnik Warszawski, Kurier Poznański, Tęczy, Bluszcz, Dziennik Poznański, Żyсе Literackе, Gazeeta Polska, Wici Wielkopolski. Био је шеф Методолошког центра пољског језика у покрајни Познањ и аутор неколико аналитичких коментара о школским књигама.
Године 1926. уређивао је часопис Nowe Wici, био је члан књижевне групе Loża. Писао је под псеудонимом Раптус. Године 1937. добио је Сребрну плакету Пољске академије књижевности.

## Други свјетски рат
На почетку Другог свјетског рата, био је примљен у пољску војску. Након пораза пољске војске вратио се кући. Током немачке окупације учествовао је у покрету отпора. 2. марта 1943. Гестапо га је ухапсио и смештен је у концентрациони логор Форт VII у Познању.

## Смрт
Након окрутног мучења и испитивања, извршио је самоубиство у једној од ћелија концентрационог логора 29. марта 1943. године.